# Кузьмівка (Богодухівський район)
Ку́зьмівка — село в Україні, у Валківській міській громаді Богодухівського району Харківської області. Населення становить 52 осіб. До 2020 орган місцевого самоврядування — Гонтово-Ярська сільська рада. 1997 року до Кузьмівки приєднане село Іллюхівка.

## Географія
Село Кузьмівка знаходиться на правому березі річки Мжа, село розділене на дві частини лісовим масивом (дуб). За 2 км розташоване село Гонтів Яр, за 4 км м. Валки,

## Історія
12 червня 2020 року, розпорядженням Кабінету Міністрів України № 725-р «Про визначення адміністративних центрів та затвердження територій територіальних громад Харківської області», увійшло до складу Валківської міської громади.
19 липня 2020 року, в результаті адміністративно-територіальної реформи та ліквідації Валківського району, село увійшло до складу Богодухівського району.